# Алекс Янг (футболіст, 1937)
Алекс Янг (англ. Alex Young; 3 лютого 1937, Лоунхед — 27 лютого 2017) — шотландський футболіст, що грав на позиції нападника. Відомий, зокрема, виступами за «Хартс», «Евертон», а також національну збірну Шотландії. Цей приголомшливий форвард умів на полі все, за що отримав багатозначне прізвисько Golden Vision («Золотий Зір»).

## Кар'єра
В юнацькі роки Алекс Янг грав за «Ньютонгранж Стар», проте скоро перейшов до «Хартс», за яких дебютував у віці 18 років. В сезоні 1957-58 його 20 голів допомогли «Хартс» стати чемпіонами Шотландії. Через два сезони він забив 23 гола і його «серця» здобули титул знову.
В листопаді 1960 року Янг перейшов до «Евертона», на чолі якого був Джекі Кері. Йому не вдалося відразу влитися до основного складу, проте незабаром все змінилося, коли стала виблискувати на полі зв'язка Янга та Роя Вернона. В сезоні 1962-63 Алекс забив 22 гола в 42 лігових матчах, чим допоміг команді стати чемпіоном. На додаток до перемоги в чемпіонаті Алекс Янг здобув кубок Англії 1965-66. За збірну Шотландії нападник провів 8 матчів. Загалом Янг забив 87 голів в 273 матчех в усіх змаганнях за «Евертон» перед переходом у «Гленторан». Перед завершенням кар'єри через травму коліна Алекс встиг провести ще 23 гри за «Стокпорт Каунті».

## Титули і досягнення
«Хартс»
- Чемпіонат Шотландії
  - Чемпіон (2): 1957–58, 1959–60
- Кубок Шотландії
  - Володар (1): 1955–56
- Кубок шотландської ліги
  - Володар (2): 1958–59, 1959–60

 «Евертон»
- Чемпіонат Англії
  - Чемпіон (1): 1962–63
- Кубок Англії
  - Володар (1): 1965–66
  - Фіналіст (1): 1967–68
- Суперкубок Англії
  - Володар (1): 1963